# Station Misaki-Koen
Station Misaki-Kōen (御崎公園駅, Misaki-Kōen-eki, is een metrostation in de wijk Hyōgo-ku in de Japanse stad Kōbe. Het wordt aangedaan door de Kaigan-lijn. Het station heeft drie sporen, gelegen aan twee eilandperrons.  

## Treindienst

### Metro van Kobe
Het station heeft het nummer K07.
| 1,2 | ■ Kaigan-lijn | richting Wadamisaki en Sannomiya-Hanadokeimae |
| 3,4 | ■ Kaigan-lijn | richting Shin-Nagata                          |

## Geschiedenis
Het station werd in 2001 geopend. 
Sannomiya-Hanadokeimae · Kyūkyoryūchi-Daimarumae · Minato Motomachi · Harborland · Chūō-Ichibamae · Wadamisaki · Misaki-Kōen · Karumo · Komagabayashi · Shin-Nagata